# Misumenops modestus
Misumenops modestus är en spindelart som först beskrevs av Banks 1898.  Misumenops modestus ingår i släktet Misumenops och familjen krabbspindlar. Inga underarter finns listade i Catalogue of Life.